# Iglesia de San Mauricio (Venecia)
La Iglesia de San Mauricio es una iglesia, actualmente desconsagrada, de estilo neoclásico, ubicada en Venecia, en el sestiere de San Marco, en el campo homónimo. Su interior alberga el Museo de la música, vinculado al barroco veneciano.

## Historia
De antigua fundación, fue sucesivamente reconstruida, primero a finales del siglo XVI. En 1806 fue demolida y posteriormente reedificada según el proyecto de Antonio Diedo y Giannantonio Selva, arquitecto neoclásico autor del teatro La Fenice. Durante un tiempo albergó el estudio del escultor Antonio Canova (1757-1822). Cerca de la iglesia se encuentra la Scuola degli Albanesi, de 1442. 
La fachada de la iglesia es a dos aguas, de estilo neoclásico, adornada con dos bajorrelieves rectangulares y un bajorrelieve en el tímpano. La planta es de cruz griega con una cúpula central. La sacristía está adornada con muebles, enseres, estucos y pinturas de estilo dieciochesco.
La antigua iglesia, ahora sede del Museo de la Música, exhibe instrumentos musicales del periodo barroco, objetos relacionados con piezas musicales de Venecia y compositores como Antonio Vivaldi, Amati, Giovanni Battista Guadagnini, así como de la pareja de lutiers Francesco (1692-1750) y Matteo Goffriller (1659-1742).

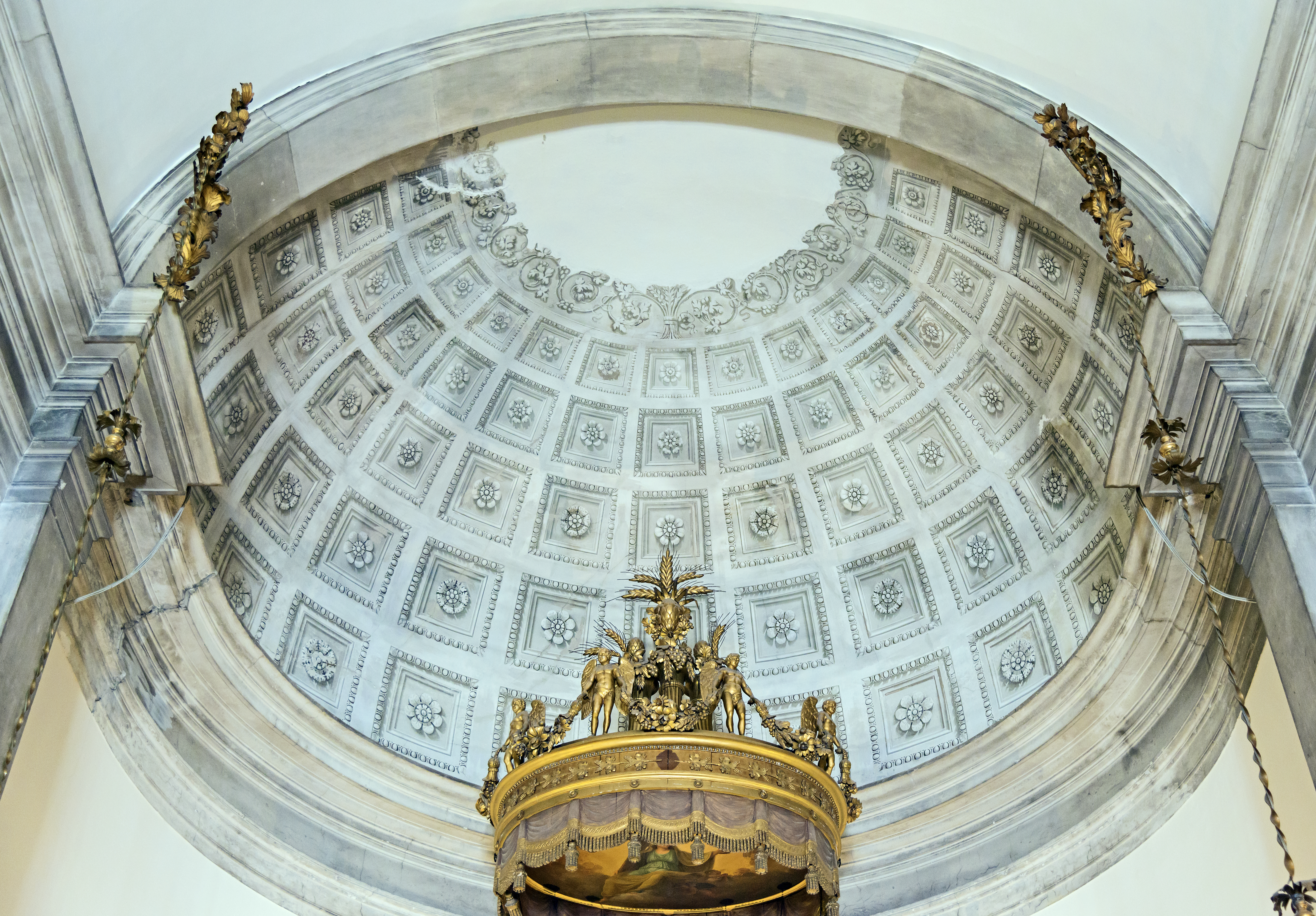
Techo de la semicúpula del coro
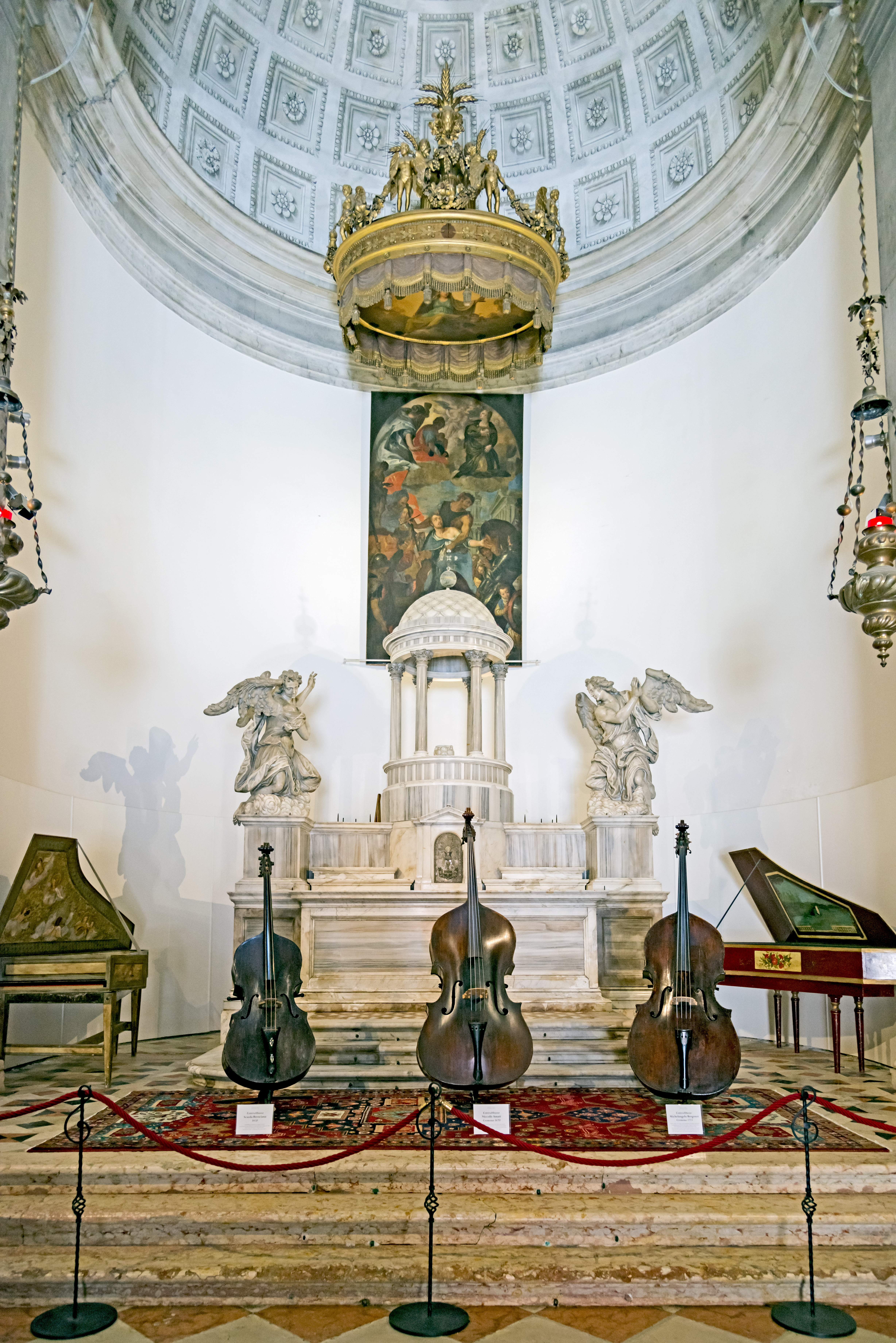
Altar mayor
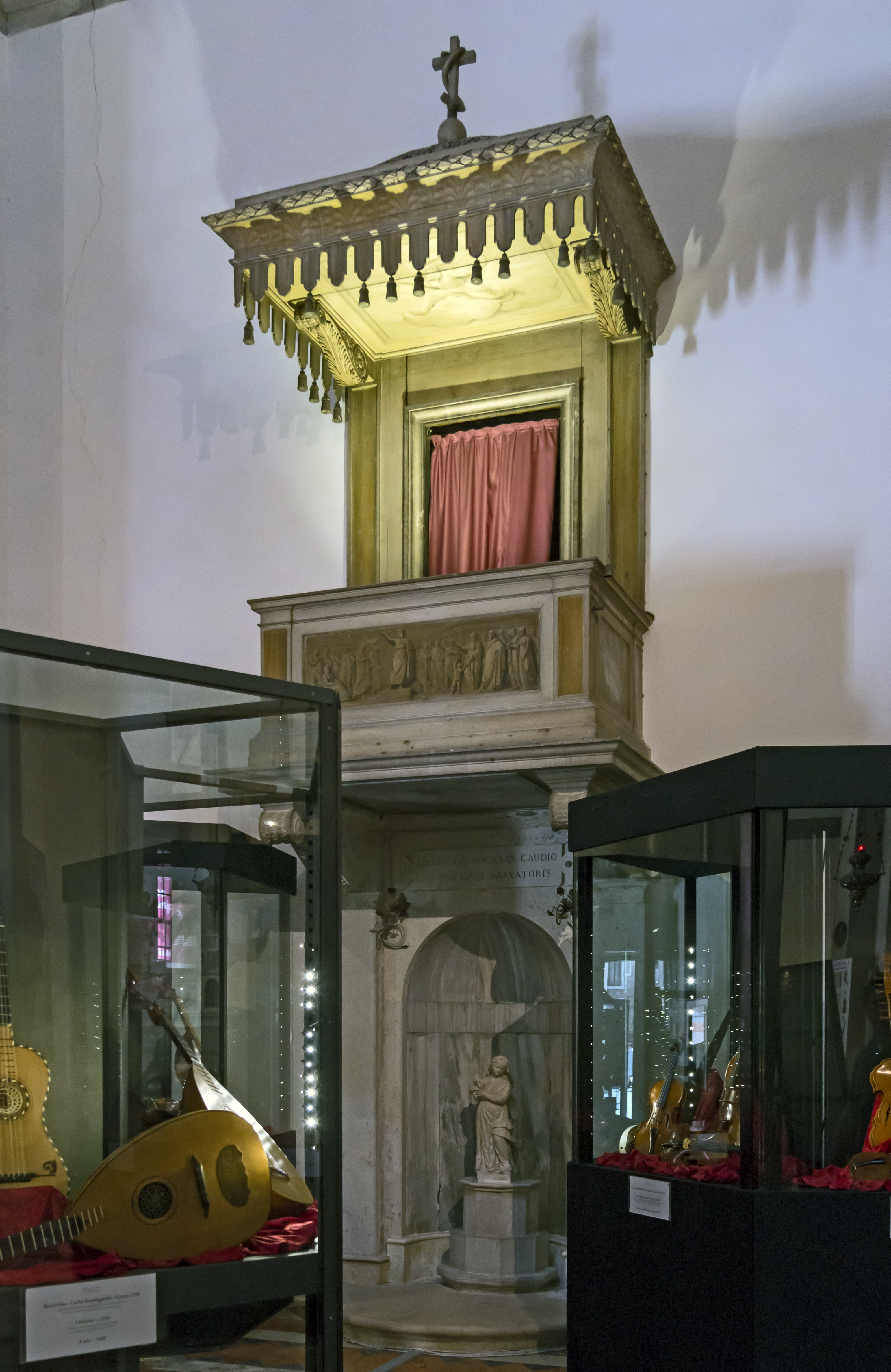
Púlpito
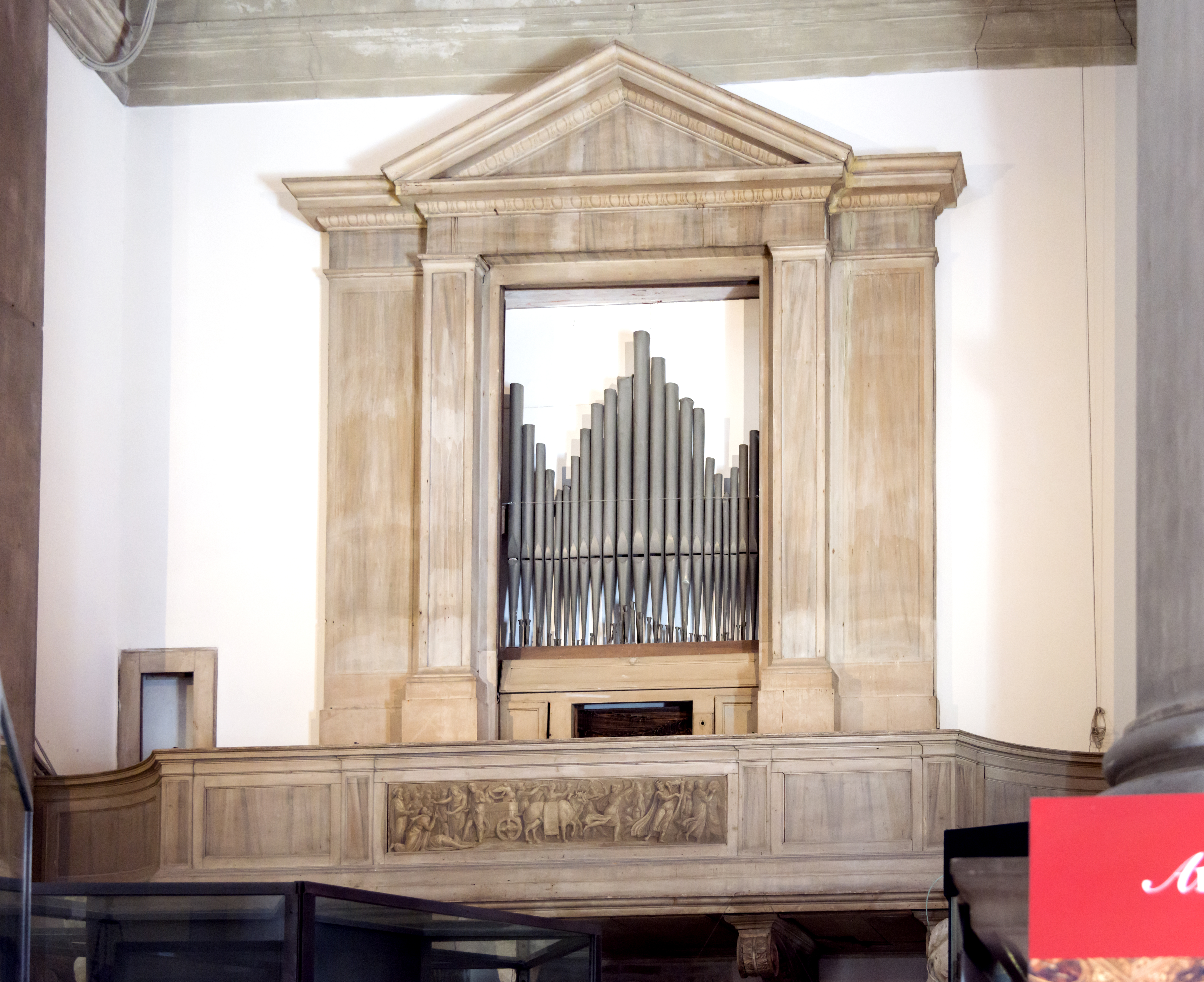
Órgano

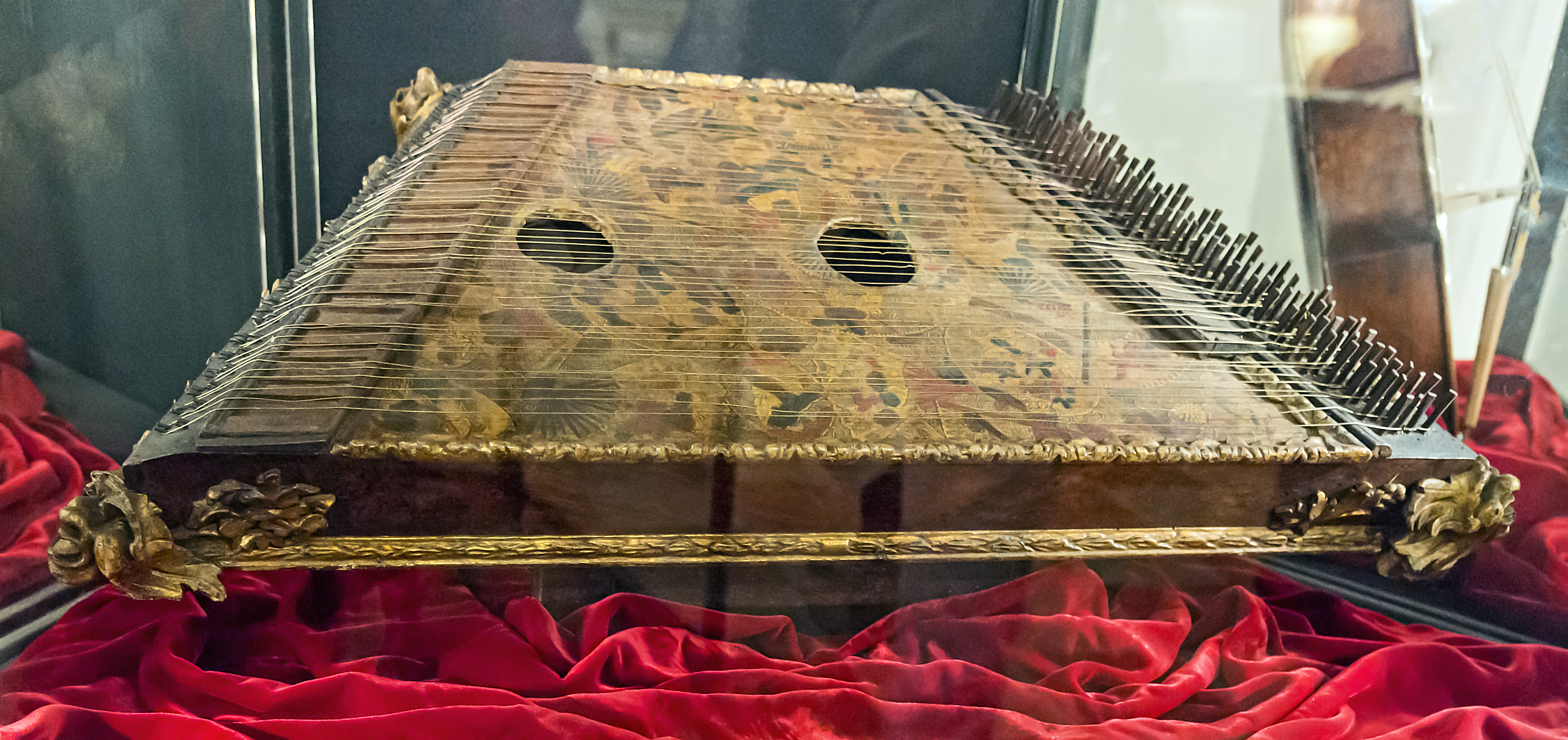
Salterio (alrededor de 1700)
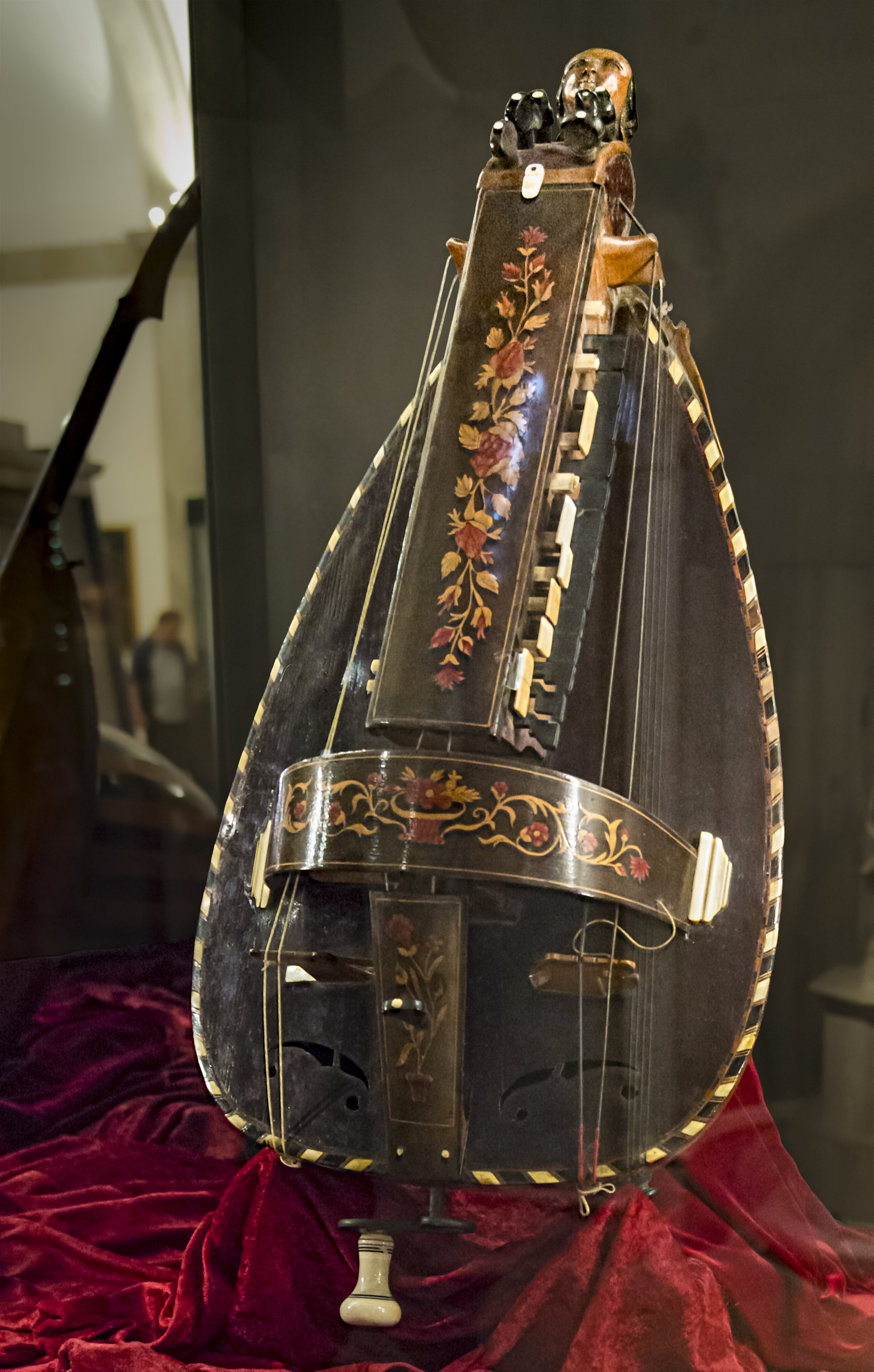
Zanfona (alrededor de 1850)
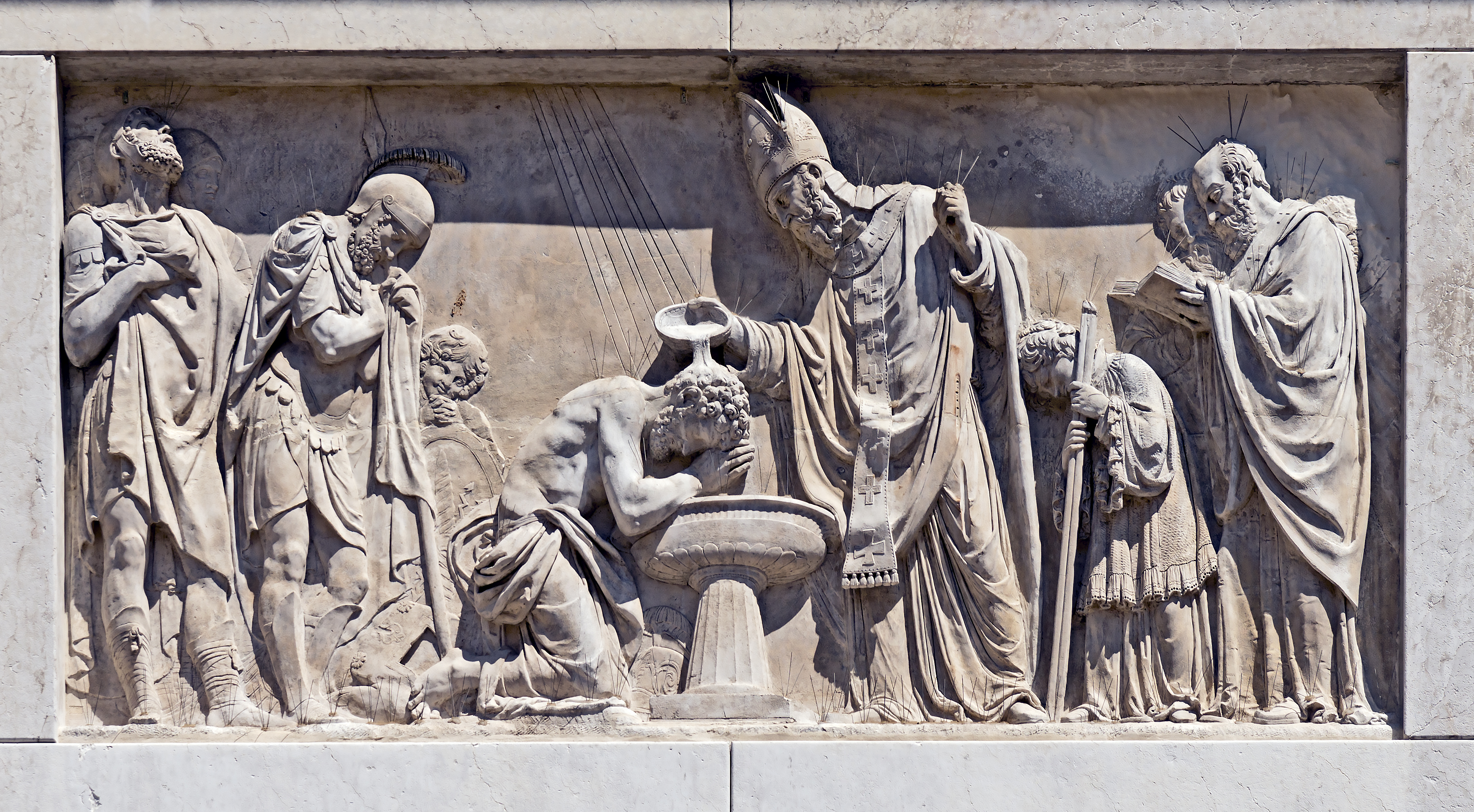
Bajorrelieve de la fachada, en el lado derecho
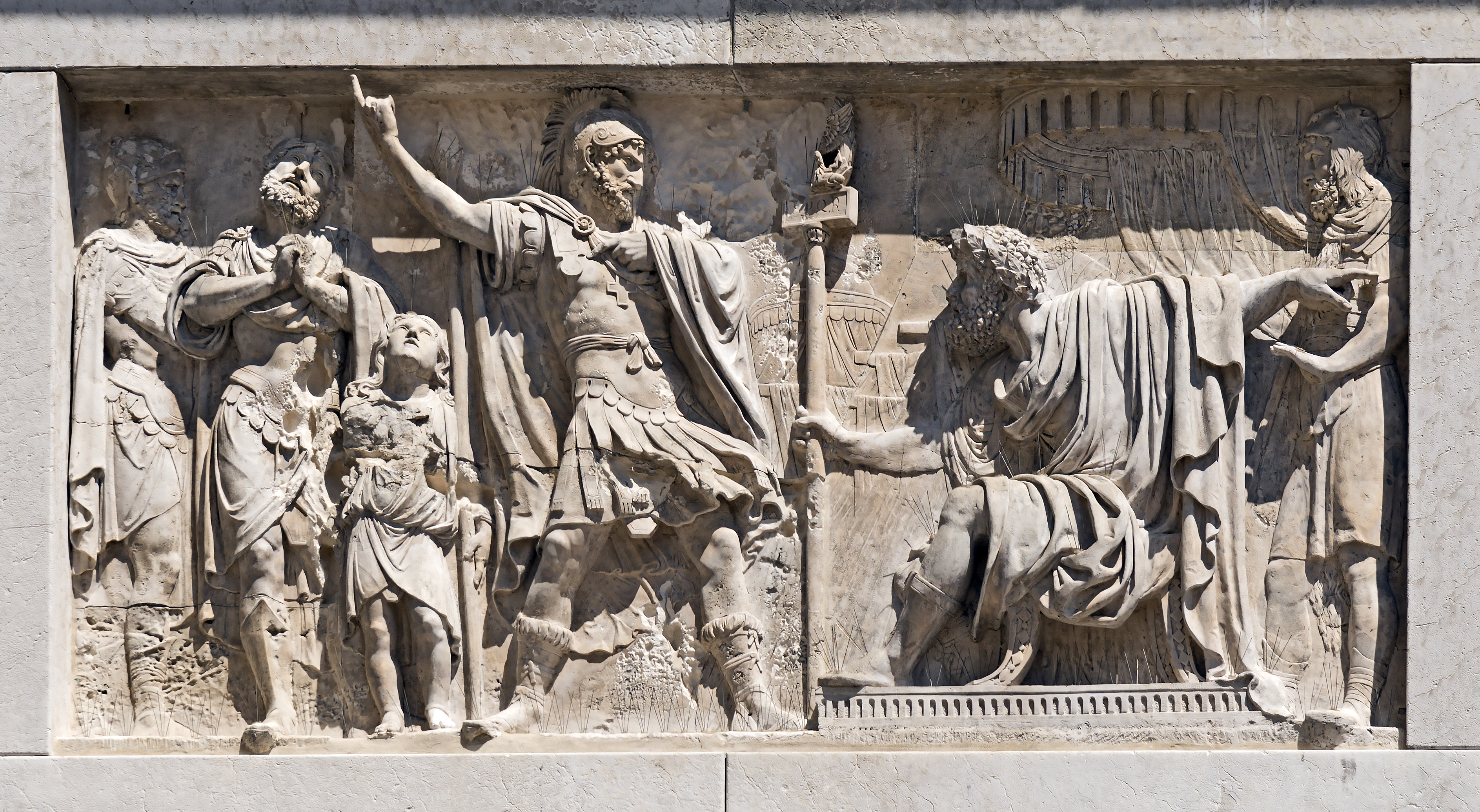
Bajorrelieve de la fachada, en el lado izquierdo